# Gypsophila xanthochlora
Gypsophila xanthochlora är en nejlikväxtart som beskrevs av Karl Heinz Rechinger. Gypsophila xanthochlora ingår i släktet slöjor, och familjen nejlikväxter. Inga underarter finns listade i Catalogue of Life.